# 巴布亞蟒
巴布亞蟒（學名：Liasis papuana）又名巴布亞橄欖蟒，是蛇亞目蟒科岩蟒屬下的一個種，曾經是巴布亞蟒屬（Apodora papuana），主要分布於新畿內亞。目前未有任何亞種被確認。

## 特徵
巴布亞蟒是一種體型中至大的蟒蛇。成年的巴布亞蟒體長可達兩至三米長,平均約有25.5公斤重。巴布亞蟒的其中一個特色是擁有改變體色的能力，至目前為止關於巴布亞蟒變色能力的機能及緣由仍未得到確切的認知，但牠們能在黑色及芥黃色之間變化體色是可被觀察的實際能力。幼蛇階段的巴布亞蟒一般呈橄欖色，成長後體色漸深，身體兩旁及腹部顏色則比較淺色。

## 地理分布
巴布亞蟒主要分布於新畿內亞和鄰近國家,偶爾在澳大利亞也發現其蹤影。

## 行為
巴布亞蟒是陸棲蛇，屬於夜行性。不過，雖然巴布亞蟒有著龐大的身體與及強勁的力量，牠們品性卻相當溫和，不會輕易傷害其它動物；就算牠被人類抱起，亦不會輕易對人類作出咬擊。

## 進食習慣
巴布亞蟒雖然大多數身長約2.5米,因而主要進食小型的哺乳類動物，但由於纏繞力量驚人,所以亦有絕對足夠能力捕殺大型犬隻和成年袋鼠

## 分類學
巴布亞蟒本來隸屬於岩蟒屬或樹蟒屬，後來基於其形態特殊而被獨立分類為一個單型屬。

## 備註
1. ↑  McDiarmid RW、Campbell JA、Touré T：《Snake Species of the World: A Taxonomic and Geographic Reference, vol. 1》頁511，Herpetologists' League，1999年。ISBN 1-893777-00-6
2. ↑  . ITIS. 2007  [9 September, 2007].

## 外部連結
- （英文）TIGR爬蟲類資料庫：巴布亞蟒